# رستم كندي
رستم‌ كندي هي قرية في مقاطعة كليبر، إيران. عدد سكان هذه القرية هو 53 في سنة 2006.